# 小林歷奇
小林歷奇（日語：コパノリッキー），是日本純種競賽馬匹。生涯稱霸泥地賽事，曾經做出連霸二月錦標、日本育馬場盃經典賽、柏市紀念及一哩冠軍南部盃等壯舉，合共於中央和地方取得十一次一級賽冠軍。

## 出賽前
2010年3月24日出生於北海道日高町梁川牧場，成長途中被馬主小林祥晃購入。
其後交由栗東訓練中心練馬師村山明訓練。

## 競賽生涯

### 2歲
2012年12月出戰阪神競馬場的2歲新馬戰，僅獲第八。

### 3歲
2013年1月出戰3歲未勝利戰，成功以5馬位優勢獲勝。
其後出戰3歲數500萬獎金以下條件戰，成功斬獲第二勝。
隨後於公開賽風信子錦標獲得季軍後，繼續出戰公開賽伏龍錦標，再次奪得冠軍。

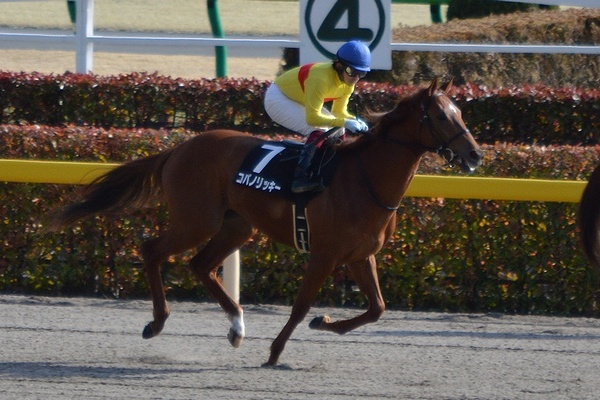
出戰風信子錦標的小林歷奇

5月2日出戰兵庫冠軍錦標。比賽途中其一直領放，最後直路依然有餘力跑出全場最快末腳，成功以6馬位優勢獲得第一個分級賽冠軍。
兵庫冠軍錦標過後，陣營原先安排其出戰東京優駿（日本打吡），卻於檢查中發現右前腳腳趾患有骨折，因此只能進入休養。
休養過後，出戰公開賽霜月錦標及告別錦標，卻因狀態不佳只能分別獲得第九和第十。

### 4歲
2014年首戰爲二月錦標，因爲去年年末兩場公開賽的大敗，加上其第一次出戰一級賽事，因而獲得最低的第十六人氣。比賽開始後，其於第二的位置追逐領放馬榮進巔峰。通過最後彎道後，榮進巔峰因體力不支失速，衆多馬匹此時把握機會衝出。最後直線上，其加速超越率先衝出的第一人氣的巴比倫王以及第二人氣的北港火山，最終以1/2馬位優勢爆冷取勝，和騎師田邊裕信一同獲得生涯首個一級賽冠軍。是次比賽，其成爲了日本賽馬史上第三匹以最低人氣勝出中央平地一級賽的賽駒，而獨贏每注派彩2萬7210日圓亦成爲歷史第二高。
5月5日出戰柏市紀念，以連勝一級賽爲目標。儘管本次比賽小林歷奇漏閘，但無阻其以強悍的表現於第三至第四彎道成功收窄差距。進入直路後，於騎師田邊僅揮鞭兩次下以壓倒性的速度超越其他馬匹，最終以2馬位獲勝。此戰過後，小林歷奇充分體現其經已成熟，可於泥地賽事上展現其統治力，賽馬評論家齋藤修更評論其將會於其後的泥地戰線大放異彩，甚至稱霸賽場。
其後出戰帝皇賞，以2馬位敗給8歲老將奇銳駿。
11月3日，出戰日本育馬場盃經典賽。於一直領放下精彩地奪得勝利，並以2分0.8秒的成績打破賽事紀錄。賽後，主戰騎師田邊及練馬師村山明均給予其良好評價，並稱其日後會有更進一步的表現。

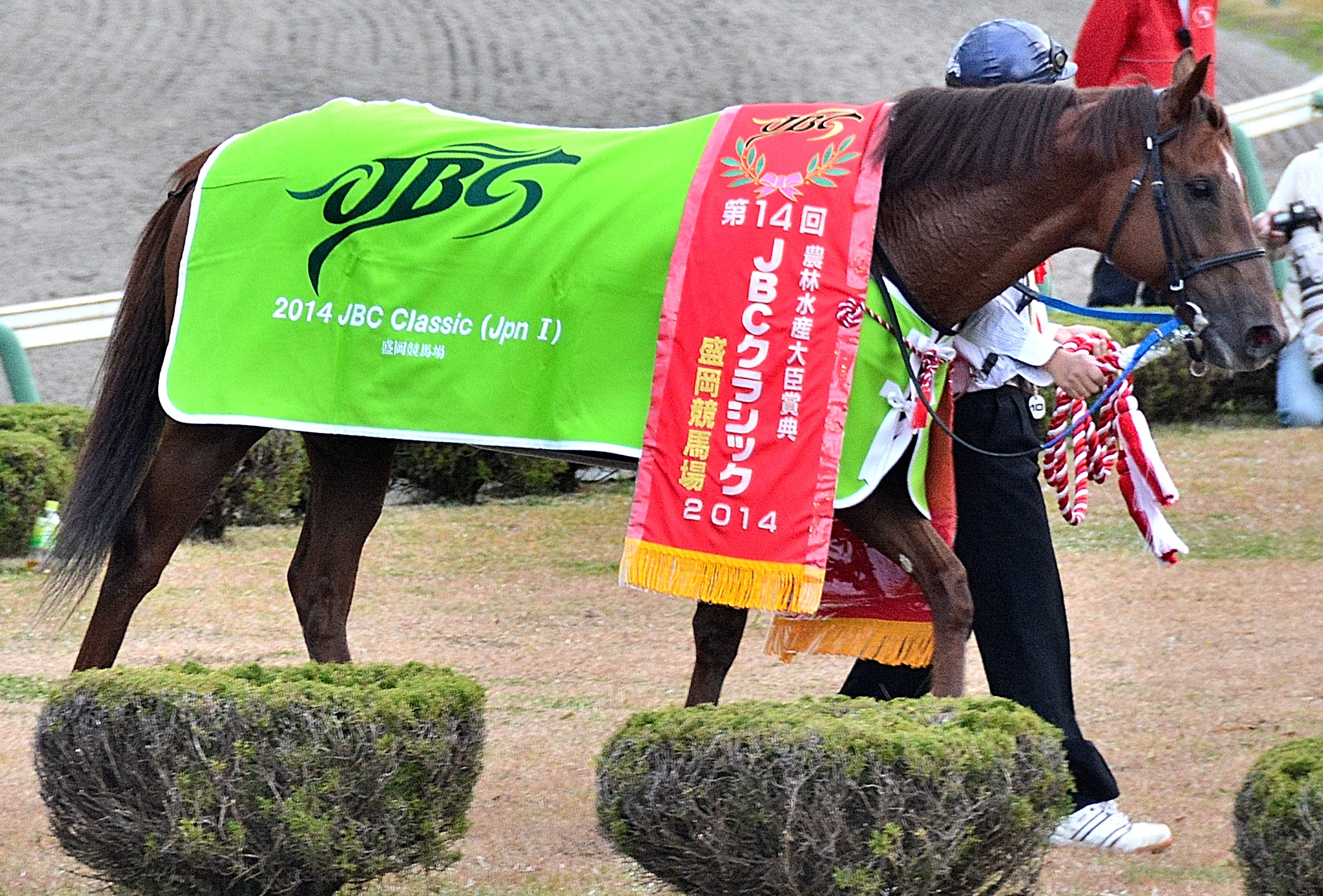
日本育馬場盃經典賽頒獎儀式

12月7日出戰日本冠軍盃。賽事開始後一直保持於中團位置，卻於最後直線未能衝出，以第十二大敗。
年末出戰東京大賞典。雖然一直領放，但於最後直路被緊跟其後的北港火山超越，更被其拉開距離，以4馬位落敗得第二。

### 5歲
2015年年初出戰東海錦標，主戰騎師改爲武豐。是次比賽，其餘第四彎道取得領先，最終於最後直路成功拉開距離，以4馬位大勝。
其後出戰二月錦標，以連霸爲目標。比賽開始後，其一直於第二的位置追擊領放的Admire Royal，並保持節奏直至進入最後彎道。通過最後彎道後，Incantation處於小林歷奇前方，小林歷奇於最後直路不斷加速，成功超過對手並以1/2馬位優勢獲勝，成爲日本賽馬史上首匹連霸二月錦標的賽駒。

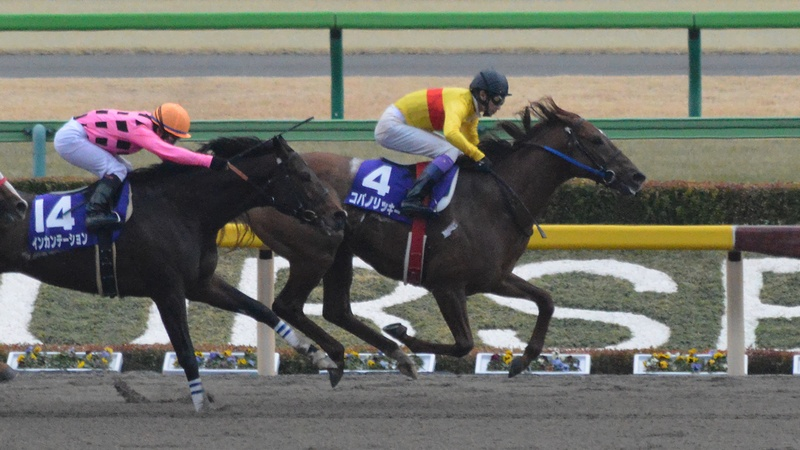
出戰二月錦標的小林歷奇

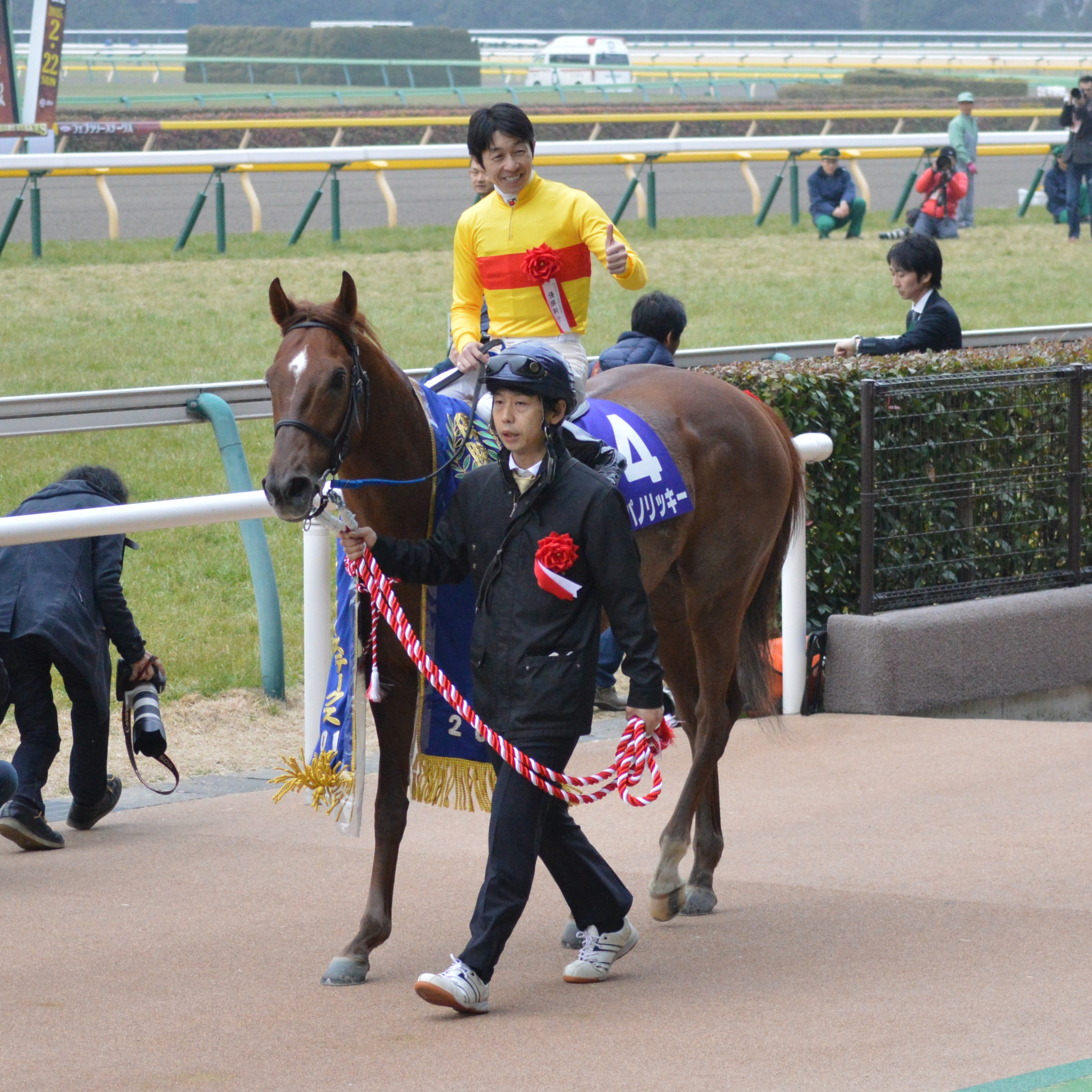
二月錦標賽後致謝

二月錦標後，被檢查出於賽事途中發生左橈骨骨折，需要再次進入休養。
休養過後，出戰二級賽日本電視盃作爲復出之熱身。本次比賽一直領放，但於最後直路相繼被聽來真及Chrysolite超過，獲得第三。
11月3日出戰日本育馬場盃經典賽，和二月錦標一樣以連霸爲目標。是次比賽，其繼續使用領放戰術，帶領馬群進入最後直路。最後直路上，小林歷奇保持速度，以全場第二快末腳抵擋後上馬的進擊，最終成功堅守奪冠並連霸日本育馬場盃經典賽。
其後出戰日本冠軍盃及東京大賞典，均未能奪冠。
年末，由於本年度成功連霸兩項一級賽，其於評選中以147票當選最佳泥地馬。

### 6歲
2016年2月21日出戰二月錦標，務求做出三連霸的壯舉。比賽開始後，其沒有選擇領放而是停留中團，最終因爲於最後直路未能衝出加速而以第七落敗。
其後出戰柏市紀念。一直保持自身於第二的位置，並成功於最後彎道加速，獲得第一。
6月29日出戰帝皇賞。於比賽中保持於先頭部隊，並於第四彎道成功搶佔第一的位置，於最後600米跑出36.1秒的速度，成功抵擋後上的信子之夢的壓力，再次獲得一級賽冠軍。
其後繼續出戰一級賽一哩冠軍南部盃，獲得暌違的第一人氣。比賽中其再次於前方位置追趕領放馬，並於進入最後直路時取得領先，於直路上復刻上場比賽的戰術，再次奪得冠軍，獲得一級賽三連勝。
但其後於日本育馬場盃經典賽、日本冠軍盃及東京大賞典分別只獲得第五、第十三和第五，無緣三甲之內。

### 7歲
2017年年初再次出戰二月錦標。雖然開集後處於前方，但於最後直路突然失速，以第十四大敗。
其後出戰柏市紀念及一哩冠軍南部盃，於兩場比賽均跑出優異成績，最終於兩項賽均成功達成連霸。
11月3日出戰日本育馬場盃短途賽。最終以頭位憾負對手。
12月3日，再次出戰日本冠軍盃，希望可以初嘗此賽事的勝利。可惜其於最後直線被同父馬金色夢及T M Jinsoku追過，獲得季軍，始終無緣此賽事的桂冠。
12月29日出戰退役戰東京大賞典。比賽開始後，其於賽事初段已經領放，並於最後直路拉開和其他馬匹的距離，最終以3馬位領先第二名的聽來真。其不但達成有終之美，而且以中央地方十一勝一級賽成爲日本賽馬史上最多。
其後決定退役，並於1月6日於京都競馬場舉行退役儀式。

### 詳細賽績
| 日期       | 舉辦國家 | 馬場 | 距離   | 級別  | 賽事名稱           | 負重 | 騎師     | 馬號 | 出馬 | 名次 | 時間   | 頭馬（二馬）      |
| ---------- | -------- | ---- | ------ | ----- | ------------------ | ---- | -------- | ---- | ---- | ---- | ------ | ----------------- |
| 22/12/2012 | 日本     | 阪神 | 泥1800 |       | 2歲新馬            | 55   | 鮫島良太 | 7    | 11   | 8    | 1:55.2 | Hirono Emperor    |
| 12/1/2013  | 日本     | 京都 | 泥1800 |       | 3歲未勝利          | 56   | 川須榮彥 | 14   | 16   | 1    | 1:52.4 | （Dynamic War）   |
| 27/1/2013  | 日本     | 東京 | 泥1400 |       | 3歲500萬獎金以下   | 56   | 李慕華   | 12   | 14   | 1    | 1:25.5 | （聽來真）        |
| 17/2/2013  | 日本     | 東京 | 泥1600 | OP    | 風信子錦標         | 56   | 福永祐一 | 7    | 16   | 3    | 1:36.8 | Charlie Brave     |
| 31/32013   | 日本     | 中山 | 泥1800 | OP    | 伏龍錦標           | 56   | 福永祐一 | 14   | 15   | 1    | 1:53.6 | （Lord Crusader） |
| 2/5/2013   | 日本     | 園田 | 泥1870 | JpnII | 兵庫冠軍錦標       | 56   | 福永祐一 | 9    | 11   | 1    | 1:58.4 | （Best Warrior）  |
| 17/11/2013 | 日本     | 東京 | 泥1400 | OP    | 霜月錦標           | 56   | 內田博幸 | 3    | 16   | 10   | 1:24.8 | 榮進巔峰          |
| 23/12/2013 | 日本     | 中山 | 泥1800 | OP    | 告別錦標           | 56   | 戸崎圭太 | 6    | 16   | 9    | 1:52.3 | Jebel Musa        |
| 23/2/2014  | 日本     | 東京 | 泥1600 | GI    | 二月錦標           | 57   | 田邊裕信 | 13   | 16   | 1    | 1:36.0 | （北港火山）      |
| 5/5/2014   | 日本     | 船橋 | 泥1600 | JpnI  | 柏市紀念           | 57   | 田邊裕信 | 5    | 08   | 1    | 1:39.2 | （Sei Crimson）   |
| 25/6/2014  | 日本     | 大井 | 泥2000 | JpnI  | 帝王賞             | 57   | 田邊裕信 | 7    | 11   | 2    | 2:03.9 | 奇銳駿            |
| 3/11/2014  | 日本     | 盛岡 | 泥2000 | JpnI  | 日本育馬場盃經典賽 | 57   | 田邊裕信 | 15   | 16   | 1    | 2:00.8 | （Chrysolite）    |
| 7/12/2014  | 日本     | 中京 | 泥1800 | GI    | 日本冠軍盃         | 57   | 田邊裕信 | 14   | 16   | 12   | 1:52.2 | 北港火山          |
| 29/12/2014 | 日本     | 大井 | 泥2000 | GI    | 東京大賞典         | 58   | 田邊裕信 | 7    | 16   | 2    | 2:03.8 | 北港火山          |
| 15/1/2015  | 日本     | 中京 | 泥1800 | GII   | 東海錦標           | 58   | 武豐     | 6    | 14   | 1    | 1:50.9 | （Grand City）    |
| 22/2/2015  | 日本     | 東京 | 泥1600 | GI    | 二月錦標           | 57   | 武豐     | 4    | 16   | 1    | 1:36.3 | （Incantation）   |
| 7/10/2015  | 日本     | 船橋 | 泥1800 | JpnII | 日本電視盃         | 58   | 武豐     | 3    | 12   | 3    | 1:52.2 | 聽來真            |
| 3/11/2015  | 日本     | 大井 | 泥2000 | JpnI  | 日本育馬場盃經典賽 | 57   | 武豐     | 15   | 16   | 1    | 2:04.4 | （聽來真）        |
| 6/12/2015  | 日本     | 中京 | 泥1800 | GI    | 日本冠軍盃         | 57   | 武豐     | 7    | 16   | 7    | 1:51.2 | 森巴舞后          |
| 29/12/2015 | 日本     | 大井 | 泥2000 | GI    | 東京大賞典         | 57   | 武豐     | 11   | 14   | 4    | 2:04.5 | 聽來真            |
| 21/2/2016  | 日本     | 東京 | 泥1600 | GI    | 二月錦標           | 57   | 武豐     | 3    | 16   | 7    | 1:34.6 | 爵士藍調          |
| 5/5/2016   | 日本     | 船橋 | 泥1600 | JpnI  | 柏市紀念           | 57   | 武豐     | 1    | 12   | 1    | 1:39.2 | （Sorte）         |
| 29/6/2016  | 日本     | 大井 | 泥2000 | JpnI  | 帝王賞             | 57   | 武豐     | 3    | 12   | 1    | 2:03.5 | （信子之夢）      |
| 10/10/2016 | 日本     | 盛岡 | 泥1600 | JpnI  | 一哩冠軍南部盃     | 57   | 田邊裕信 | 12   | 16   | 1    | 1:33.5 | （Best Warrior）  |
| 3/11/2016  | 日本     | 川崎 | 泥2100 | JpnI  | 日本育馬場盃經典賽 | 57   | 田邊裕信 | 7    | 14   | 5    | 2:16.0 | 得獎者            |
| 4/12/2016  | 日本     | 中京 | 泥1800 | GI    | 日本冠軍盃         | 57   | 李慕華   | 11   | 15   | 13   | 1:51.6 | 聽來真            |
| 29/12/2016 | 日本     | 大井 | 泥2000 | GI    | 東京大賞典         | 57   | 戸崎圭太 | 2    | 14   | 5    | 2:07.5 | 天照肯州          |
| 19/2/2016  | 日本     | 東京 | 泥1600 | GI    | 二月錦標           | 57   | 武豐     | 4    | 16   | 14   | 1:36.5 | 金色夢            |
| 5/5/2016   | 日本     | 船橋 | 泥1600 | JpnI  | 柏市紀念           | 57   | 武豐     | 1    | 10   | 1    | 1:39.9 | （Incantation）   |
| 9/10/2016  | 日本     | 盛岡 | 泥1600 | JpnI  | 一哩冠軍南部盃     | 57   | 田邊裕信 | 11   | 16   | 1    | 1:34.9 | （由零開始）      |
| 3/11/2016  | 日本     | 大井 | 泥1200 | JpnI  | 日本育馬場盃短途賽 | 57   | 森泰斗   | 10   | 16   | 2    | 1:11.4 | Nishiken Mononofu |
| 3/12/2016  | 日本     | 中京 | 泥1800 | GI    | 日本冠軍盃         | 57   | 田邊裕信 | 1    | 15   | 3    | 1:50.2 | 金色夢            |
| 29/12/2016 | 日本     | 大井 | 泥2000 | GI    | 東京大賞典         | 57   | 田邊裕信 | 13   | 16   | 1    | 2:04.2 | （聽來真）        |

## 退役後
退役後。小林歷奇成爲了配種馬，於北海道日高町育馬者Stallion Station休養，於2018年進行配種，配種費爲80萬日圓。第一批子嗣於2019年出生。第一批子嗣可於2021年出賽，在9月26日已經有中央的賽駒取勝。

## 血統簡介
父系黃金魅力爲日本賽駒，生涯活躍於泥地賽事，曾獲得二月錦標冠軍，其子嗣亦於泥地賽事大放異彩。祖父週日寧靜爲美國三冠賽雙軍馬，退役後在日本配種，其子嗣贏得巨額獎金。連續12年成為日本冠軍種馬。
母系Copano Nikita亦爲日本賽駒，但戰績不佳，僅得三勝。外祖父Timber Country爲美國賽駒，曾勝出美國三冠大賽尾關必利時錦標。

### 血統表
| 父線：週日寧靜系（Halo系）            |                                  |                 |                 |
| 種馬 黃金魅力 1999年（栗色）          | 週日寧靜 1986年（棕色）          | Halo            | Hail to Reason  |
| 種馬 黃金魅力 1999年（栗色）          | 週日寧靜 1986年（棕色）          | Halo            | Cosmah          |
| 種馬 黃金魅力 1999年（栗色）          | 週日寧靜 1986年（棕色）          | Wishing Well    | Understanding   |
| 種馬 黃金魅力 1999年（栗色）          | 週日寧靜 1986年（棕色）          | Wishing Well    | Mountain Flower |
| 種馬 黃金魅力 1999年（栗色）          | Nikiya 1993年（棗色）            | 雷利耶夫        | 北地舞人        |
| 種馬 黃金魅力 1999年（栗色）          | Nikiya 1993年（棗色）            | 雷利耶夫        | Special         |
| 種馬 黃金魅力 1999年（栗色）          | Nikiya 1993年（棗色）            | Reluctant Guest | Hostage         |
| 種馬 黃金魅力 1999年（栗色）          | Nikiya 1993年（棗色）            | Reluctant Guest | Vaguely Royal   |
| 繁殖雌馬 Copano Nikita 2001年（裏色） | Timber Country 1992年（栗色）    | 木人            | 淘金者          |
| 繁殖雌馬 Copano Nikita 2001年（裏色） | Timber Country 1992年（栗色）    | 木人            | Playmate        |
| 繁殖雌馬 Copano Nikita 2001年（裏色） | Timber Country 1992年（栗色）    | Fall Aspen      | Pretense        |
| 繁殖雌馬 Copano Nikita 2001年（裏色） | Timber Country 1992年（栗色）    | Fall Aspen      | Change Water    |
| 繁殖雌馬 Copano Nikita 2001年（裏色） | Nihon Pillow Rose 1996年（栗色） | 東來兵          | Kampala         |
| 繁殖雌馬 Copano Nikita 2001年（裏色） | Nihon Pillow Rose 1996年（栗色） | 東來兵          | Severn Bridge   |
| 繁殖雌馬 Copano Nikita 2001年（裏色） | Nihon Pillow Rose 1996年（栗色） | Wedding Bouquet | Real Shadai     |
| 繁殖雌馬 Copano Nikita 2001年（裏色） | Nihon Pillow Rose 1996年（栗色） | Wedding Bouquet | Alywin          |
| 雌系：Friar's Carse系（號族：1-o）    |                                  |                 |                 |
| 五代內近親交配：無                    |                                  |                 |                 |

## 命名由來
名字中，Copano（コパノ）是馬主小林祥晃冠名，出自其筆名「Dr.Copa」（Dr.コパ）結合日語連接詞「的」（ノ）；Rickey（リッキー）就是歐美常用人名，香港取其音譯，並以帶有冒險、探索等意思的「歷奇」作为翻譯。

## 外部連結
- 小林歷奇 netkeiba.com （页面存档备份，存于）
- 血統表 （页面存档备份，存于）